# Wadi Bu Rakrak
Wadi Bu Rakrak (arab. وادي أبو رقراق, fr. Oued Bouregreg) – rzeka w Maroku, mająca źródło u podnóży Atlasu Średniego. Wpada do Oceanu Atlantyckiego w okolicy Rabatu i Sali. Najważniejszym dopływem jest rzeka Wadi Karu, wpadająca do Wadi Bu Rakrak około 30 kilometrów na południowy wschód od Rabatu.